# Dead Space
Dead Space è un videogioco di fantascienza survival horror in terza persona sviluppato da Visceral Games, al tempo chiamata EA Redwood Shores. Annunciato nell'ottobre 2007 tramite il magazine Game Informer, è uscito in Europa il 14 ottobre 2008 per PlayStation 3 e Xbox 360, e il 24 per Microsoft Windows. Una versione per Wii, intitolata Dead Space: Extraction è ambientata prima degli eventi di Dead Space, è uscita il 25 settembre 2009 in Europa e il 1º ottobre 2009 in Giappone.
Dead Space utilizza il medesimo motore grafico di Il padrino II, anch'esso pubblicato da Electronic Arts. Il seguito, Dead Space 2, è stato annunciato il 7 dicembre 2009 e pubblicato il 28 gennaio 2011. Un remake omonimo è inoltre uscito nel 2023.

## Trama
Le vicende di Dead Space si svolgono durante il XXVI secolo. Il protagonista è Isaac Clarke, un ingegnere minerario che lavora per la Concordance Extraction Corporation (C.E.C.), una compagnia che manda enormi astronavi minerarie attraverso la galassia. Quando la C.E.C. riceve una chiamata dalla USG Ishimura (una nave di classe “Planet Cracker” che distrugge pianeti per ricavare minerali), Isaac e quattro impiegati della C.E.C. salgono sulla USG Kellion per dirigersi verso di essa. La Ishimura è in orbita attorno ad Aegis VII, apparentemente ferma a causa di un guasto meccanico. Durante l'atterraggio, un malfunzionamento del faro gravitazionale causerà un grave danno alla Kellion, che dovrà essere riparata per essere in grado di ripartire. Subito dopo lo schianto sul ponte di volo, l'equipaggio della USG Kellion viene attaccato da strane creature antropomorfe; i due piloti rimarranno uccisi, mentre Isaac fuggirà attraverso un montacarichi, rimanendo separato dal resto della squadra. A questo punto Isaac, Kendra Daniels, e Zach Hammond sono gli unici membri sopravvissuti della USG Kellion. Come se non bastasse la Kellion, mentre Isaac cerca di ripararla, viene assaltata dai "Necromorfi" (questo il nome degli orribili esseri) e distrutta, bloccando Isaac e compagni sulla nave totalmente infestata da presenze ostili.
Hammond rivela che la maggior parte dei sistemi vitali di supporto della Ishimura stanno cedendo, e chiederà ad Isaac di aggiustarli. Durante l'esplorazione della nave, quest'ultimo scoprirà, tramite diversi messaggi audio e video, che cosa è successo prima del suo arrivo. Verrà a conoscenza che il capitano della nave era un membro della "Chiesa di Unitology", ed era stato assegnato ad essa non tanto per estrarre minerali da Aegis VII, bensì per recuperare "Il Marchio", un misterioso manufatto alieno estremamente importante per questo diffuso e influente culto religioso. Dopo che la reliquia è stata estratta e portata a bordo della Ishimura, i membri della colonia hanno cominciato a soffrire di attacchi isterici ed allucinazioni, che hanno portato ad una lunga sequela di omicidi immotivati. I Necromorfi sono il frutto di un organismo alieno che ha infestato i cadaveri e che li ha resuscitati; nati sulla colonia, sono arrivati sulla Ishimura tramite uno shuttle che si è schiantato sul ponte di atterraggio. Isaac incontrerà, anche se non direttamente, la fidanzata Nicole, medico che lavorava a bordo della Ishimura e che è apparentemente rimasta in buona salute. Nel caos derivato dall'infezione, il capitano della Ishimura, Benjamin Mathius, resterà ucciso durante una lite con l'ufficiale scientifico, il dottor Kyne. Nel disperato tentativo di impedire alla nave infetta di lasciare il sistema Aegis, Kyne saboterà i motori e distruggerà le navette, impedendo a chiunque di lasciare la nave. Inoltre, lancerà le capsule di salvataggio e metterà fuori uso il sistema di comunicazione della nave.
Isaac, Kendra, e Hammond riescono a lanciare un segnale di S.O.S, che viene raccolto dalla nave militare USM Valor. Sfortunatamente, la Valor raccoglie una capsula di salvataggio in cui Hammond aveva intrappolato un necromorfo, che infetta gli impreparati soldati a bordo, mandando la nave in collisione con la USG Ishimura e rendendola inutilizzabile. Hammond, precedentemente scomparso, contatta Isaac, annunciando di aver trovato una navetta utilizzabile per abbandonare la nave. Tuttavia, il nucleo energetico della navetta è stato rimosso: questo costringe Isaac ad andare alla ricerca di un nuovo nucleo nel relitto della Valor. Mentre Isaac è alla ricerca del nucleo, Hammond trova il registro armamenti della Valor, scoprendo che essa si stava avvicinando alla Ishimura per attaccarla e distruggerla. Hammond fa in tempo a rivelare ad Isaac questo fatto, prima di morire attaccato da un necromorfo corazzato.
Intanto il Dr. Kyne, anch'esso sopravvissuto, contatta Isaac e lo convince a riportare il Marchio su Aegis VII, in modo da calmare (o almeno così pensa) l'"Unica Mente", una enorme creatura che controlla i necromorfi. Dopo avere messo in funzione la navetta e avere caricato il Marchio al suo interno, Kyne viene assassinato dalla Daniels, che dichiara di essere in realtà un agente del governo, in missione segreta per recuperare il Marchio. Rivela inoltre che in realtà quello non è il Marchio originale, bensì una copia di quello trovato 200 anni prima sulla Terra e che era stato portato su Aegis VII per verificarne il funzionamento.
Dopo la partenza di Kendra, Isaac riceve una chiamata da Nicole; con lei richiama la navetta grazie ad un segnale di emergenza, sebbene Kendra riesca a fuggire con una capsula prima che lo shuttle approdi di nuovo sulla Ishimura. Nicole e Isaac partono per la colonia, poi rimettono il Marchio nel luogo dove è stato prelevato. Nicole inizia a fare strani discorsi, dicendo in diverse occasioni ad Isaac: "rendici di nuovo uno". Appena Isaac riporta il marchio sul piedistallo, esso si attiva, e Nicole si mostra a lui, ringraziandolo e scomparendo nel nulla. Questo sembra fermare l'"Unica Mente", ma allo stesso tempo un enorme pezzo di roccia che era collegata alla Ishimura, e mantenuto in orbita dai legami gravitazionali della colonia, si stacca e comincia a precipitare verso il pianeta, rischiando di distruggerlo. Isaac cerca di scappare, ma appare di nuovo Kendra, che prende così di nuovo il Marchio; inoltre mostra a Isaac un video registrato qualche giorno prima, dove Nicole sembra togliersi la vita, dimostrandogli così che ha portato il Marchio sul pianeta da solo perché controllato dalla creatura. Quest'ultima, improvvisamente risvegliatasi, uccide Kendra con un tentacolo, quindi attacca Isaac che però riesce a sconfiggerla, per poi scappare con la navetta pochi secondi prima che la colonia venga distrutta. Mentre configura il computer di bordo per impostare la rotta e dire addio alla fidanzata, all'improvviso si nota la figura della stessa Nicole in agguato dietro di lui che lo attacca, segno delle allucinazioni che lo perseguiteranno successivamente.

### Personaggi

Isaac Clarke impegnato nello smembramento di un necromorfo

- Isaac Clarke: è un ingegnere inviato dalla propria compagnia, la C.E.C., insieme a tre specialisti informatici ad indagare su un guasto tecnico riportato dall'astronave USG Ishimura, con la quale si sono perse le comunicazioni. Giunto a destinazione, lo sfortunato ingegnere capisce ben presto che qualcosa di orribile è accaduto in quel luogo e che la sua stessa incolumità è ora appesa ad un filo. Isaac non parla per tutta la durata del gioco. Le uniche occasioni in cui si può ascoltare la sua voce sono durante gli attacchi fisici o quando è attaccato o colto di sorpresa dai nemici. Inoltre il suo volto è sempre nascosto da una maschera indossata all'inizio del gioco: il viso viene rivelato solo nel filmato finale del gioco o, per un breve lasso di tempo, nel filmato iniziale subito dopo l'impatto con l'Ishimura (prima di questo momento l'angolo di rotazione della telecamera è quasi nullo e si sblocca solo alla fine, poco prima che Isaac indossi la maschera).
- Nicole Brennan: è l'ufficiale medico della USG Ishimura e la fidanzata di Isaac. Quest'ultimo si offre infatti come volontario per la missione di riparazione sulla nave soprattutto per lei. Alla fine del gioco si scopre che le sue apparizioni altro non erano che illusioni di Isaac provocate dal Marchio. Doppiata da Lorella De Luca.[4]
- Kendra Daniels: è un'esperta di tecnologia che insieme ad Isaac è inviata ad investigare sull'incidente della USG Ishimura. È una donna alquanto diffidente, soprattutto di Hammond, e piuttosto taciturna. In numerose occasioni fa da guida ad Isaac nel corso della storia, è comunque in realtà un agente del governo con una missione segreta: recuperare il Marchio nonostante il dottor Kyne tenti di convincerla assieme ad Isaac di riportare il manufatto sulla colonia. Muore uccisa dall'"Unica Mente". Doppiata da Lucy Matera.[4]
- Zach Hammond: è un ufficiale della sicurezza che assiste Isaac e Kendra nella loro missione; è a capo della stessa. Durante il gioco imprigiona un necromorfo in una delle capsule di salvataggio rimaste sull'Ishimura, ma questa viene raccolta dalla Valor, il cui equipaggio viene massacrato e infettato. Muore ucciso da un necromorfo di tipo bruto corazzato proprio a bordo della Valor. Doppiato da Andrea Bolognini.[4]
- Challus Mercer: è un dottore della Ishimura ed un devoto Unitologista. Resta incerto se il suo interesse per Il Marchio sia scaturito da puro fanatismo o un semplice crollo psichico. In quanto convinto che l'apparizione dei necromorfi sia "Opera di Dio", il Dr. Mercer rende tali creature invulnerabili e fa di tutto per ostacolare Isaac nella sua lotta alla sopravvivenza, liberando contro di lui il necromorfo "Hunter". Dopo che Isaac vanificherà tutti i suoi tentativi di ucciderlo, Mercer decide di morire facendosi infettare da un necromorfo, urlando: "Il nostro momento di trascendere la morte è giunto. Unitevi a me, mentre guardo negli occhi Dio!". Doppiato da Claudio Ridolfo.[4]
- Terrence Kyne: è il capo della divisione scientifica della Ishimura. È un uomo dalla personalità piuttosto eccentrica, quasi disturbato, in quanto interagisce spesso con la propria defunta moglie (Amelia), visibile solo da lui. Dopo aver distrutto ogni possibile via di fuga dalla Ishimura, Kyne riceve una visione dove Amelia lo prega di riportare il Marchio sul pianeta. Ironia della sorte, Kyne ha distrutto con le sue mani ogni mezzo per abbandonare la nave. Attitudini inusuali a parte, si rivela comunque un prezioso alleato per Isaac. Durante il gioco si scopre anche che è stato lui a uccidere accidentalmente il capitano dell'Ishimura, in quanto non più idoneo al comando, durante un tentativo di calmarlo con un tranquillante; pare che Kyne fosse l'unico membro dell'equipaggio a sapere che il Marchio aveva causato l'incidente sulla colonia di Aegis VII e l'invasione dei necromorfi sulla nave spaziale. Infine prima di morire dice ad Isaac di terminare ciò che lui aveva cominciato. È doppiato in italiano dal regista Dario Argento.[4]
- Elizabeth Cross: è una donna dottoressa principalmente assegnata alla Ishimura. La Dr. Cross acquisisce una certa conoscenza circa Il Marchio e ciò che ne è derivato. Le sue vicende sono spiegate attraverso rapporti medici e registrazioni audio. Tenta in ogni modo di contattare il suo fidanzato, l'ufficiale tecnico Temple. Nel corso della storia, riuscirà a ricongiungersi con lui, ma non troveranno mezzi per abbandonare la nave, in quanto distrutti da Kyne. Isaac troverà il suo cadavere verso la fine della storia, accanto al suo amato tenuto prigioniero dal Dott. Mercer.
- Jacob Temple: è un ingegnere tecnico della Ishimura che vagava per l'astronave in cerca della sua fidanzata, Elizabeth Cross. Come nel caso della sua amata, le sue vicende sono narrate attraverso registrazioni audio. Viene ucciso dal Dr. Mercer verso la fine della storia. Durante la sua avventura, Isaac trova diversi audio log nel quale Temple tenta di riparare i motori della Ishimura, messi fuori uso da Kyne; dimostra la sua grande avversità contro gli Unitologisti in quanto crede che siano stati loro a sabotare la nave e a permettere l'invasione necromorfa. È doppiato da Andrea Zanotti.[4]
- Caporale Chen: è il pilota della Kellion, sotto il comando dell'ufficiale Hammond. Muore assieme a Johnston ucciso da un necromorfo slasher. Ricompare qualche capitolo più avanti come allucinazione pronunciando la misteriosa frase "rendici di nuovo uno" per poi scomparire dietro una porta.
- Caporale Johnston: è il co-pilota della Kellion. Muore a inizio gioco, ucciso da uno slasher alle sue spalle.
- Benjamin Mathius: era il capitano della Ishimura ed un membro della Chiesa di Unitology, assegnato alla nave per recuperare Il Marchio da Aegis VII. Dopo l'infezione di necromorfi, Mathius resta ucciso durante una lite con l'ufficiale scientifico dottor Kyne. Doppiato da Diego Sabre.[4]

### Necromorfi
- Slasher: i necromorfi più comuni, hanno delle lame affilatissime che spuntano dai palmi delle mani, denti affilati e piccole braccia sul ventre. È sufficiente tagliargli le braccia per ucciderlo.
- Leaper: necromorfi molto veloci che si spostano solo con le braccia; non possiedono gambe ma hanno una lama sulla coda simile a quella di uno scorpione e sono dotati di denti affilatissimi. Per batterli basta smembrargli le braccia.
- Lurker: neonati infettati dei necromorfi, si attaccano alle pareti e sparano dardi corrosivi dai tre tentacoli che gli spuntano dalla schiena. Per eliminarli è consigliato sparare ai tentacoli.
- Infector: necromorfi simili a pipistrelli, sono sempre intenti ad infettare cadaveri umani per creare nuovi necromorfi; Isaac li incontra per la prima volta nell'obitorio mentre uno di essi sta trasformando, con l'aculeo dell'appendice che ha sulla fronte, il cadavere del capitano in un Super Slasher, che appaiono come Slasher ma sono neri e molto più resistenti.
- Exploder: necromorfi dotati di una sacca esplosiva al posto di un braccio. È possibile staccargliela e usarla a proprio favore.
- Brute: necromorfi grandi il doppio di un uomo e ricoperti da una possente corazza, sono molto pericolosi e difficili da battere. È consigliabile rallentarli con la stasi e attaccarli alle spalle.
- Pregnant: necromorfi simili agli Slasher ma con il ventre gonfio di Swarmers o di due Lurker più avanti nel gioco, i quali vengono liberati appena il pregnant muore. Un trucco per fare in modo che gli Swarmers non escano è quello di staccare gli arti del Pregnant senza colpire la sacca.
- Spitter: necromorfi simili a Slasher, un tempo donne e ora con l'abilità di sputare acido a distanza.
- Swarmers: necromorfi simili a ragni che si attaccano a Isaac e lo uccidono lentamente. Necromorfi decisamente deboli, attaccano in gruppi e muoiono con un colpo di qualsiasi arma.
- Guardian: necromorfi attaccati ai muri, sono molto pericolosi e attaccano con tentacoli muniti di lame e lanciando pustole dotate di un tentacolo che spara dardi simili a quelli dei Lurker. Isaac può essere ucciso con un solo colpo se si avvicina troppo alla creatura, è necessario quindi smembrarlo da lontano. Per ucciderlo bisogna amputargli tutti i tentacoli.
- Hunter: necromorfo creato da Mercer, è uno dei nemici più forti e complicati da uccidere, perché è in grado di rigenerare gli arti smembrati. Per ucciderlo bisogna disintegrarlo con il fuoco che scaturisce dai propulsori della navetta di salvataggio.
- Twitcher: necromorfi simili agli Slasher che si sono fusi con i moduli di stasi nelle tute dei militari; sembrano uomini con la testa aperta e priva di cervello e si incontrano appena si sale sulla USG Valor schiantatasi contro l'Ishimura. Sono nemici molto pericolosi grazie alla loro velocità sovrumana e sono in grado di sferrare tre colpi al secondo.
- Divider: necromorfi che sembrano uomini con le braccia e le gambe molto lunghe e strette; attaccano con la loro lingua allungabile e quando muoiono perdono gli arti, i quali diventano delle specie di ragnetti che attaccano buttandosi su Isaac, mentre la testa si stacca e striscia su quattro tentacoli. Questa è in grado di decapitare Isaac ed impadronirsi del suo corpo.
- Wheezer: necromorfi umanoidi immobili che emettono gas velenosi dai polmoni situati sulla schiena.
- Lumaca: il primo necromorfo di enormi dimensioni, lo si combatte usando il cannone della nave. È simile a un granchio e possiede dei tentacoli con cui cerca di lanciare barili esplosivi o detriti, per ucciderlo bisogna sparare agli ammassi gialli situati a metà dei tentacoli.
- Tentacle: tentacoli che cercano di schiacciare o trascinare via Isaac. Per ucciderli bisogna colpire la cartilagine gialla.
- Leviatano: necromorfo di enormi dimensioni che ostruisce il passaggio per l'ossigeno; ha a disposizione tre tentacoli rigenerabili con cui può sparare dardi esplosivi. Il suo punto debole è la sfera gialla che si trova nella bocca centrale.
- Unica Mente: è il mostro finale del gioco, nonché la mente che controlla tutti i necromorfi. È una creatura simile ad un verme gigante con a disposizione svariati tentacoli che usa per intrappolare Isaac e colpirlo. Dalla sua enorme bocca e dal petto affiorano delle sfere gialle che rappresentano il suo punto debole, distrutte le sfere gialle il mostro vi attaccherà scagliando contro di voi i suoi tentacoli e bozzoli contenenti diversi necromorfi ed aprirà il suo petto per permetterci di colpire le altre 6 sfere, distrutte queste l'Unica Mente morirà.

La maggior parte dei necromorfi ha una versione più potente e resistente del normale, tali versioni migliorate si incontrano nella seconda metà del gioco, a parte la versione potenziata dello Slasher, che apparirà dal capitolo 2 in poi.

## Modalità di gioco
Dead Space è ambientato in un futuro distante nel quale i terrestri hanno colonizzato alcuni pianeti e attingono risorse minerarie da essi. Il giocatore è chiamato a prendere il controllo di Isaac Clarke (così chiamato per ricordare gli scrittori di fantascienza Isaac Asimov e Arthur C. Clarke), ingegnere minerario intrappolato suo malgrado in un'astronave infestata da creature ostili. Lo stile di gioco è simile a quello di Resident Evil 5, e gode di una certa versatilità, mentre la posizione della "telecamera", non centrata rispetto al protagonista, ricorda quella di Gears of War.
Le creature, chiamate necromorfi, sono piuttosto resistenti ai colpi inferti, a meno che non vengano mutilate delle loro membra o altre appendici. Se vengono solamente ferite, esse continuano tenacemente ad attaccare o, in alcuni casi, a rigenerarsi.
Durante l'esplorazione degli ambienti di gioco è possibile acquistare, in appositi distributori, diversi tipi di armi (in genere mutuate da attrezzi minerari, e dotate di due attacchi) e altri tipi di oggetti; inoltre, spendendo dei power-up chiamati "nodi energetici", è possibile potenziare il proprio equipaggiamento (tuta compresa) tramite delle apposite stazioni. Oltre alle normali armi, il protagonista è dotato di altre due peculiarità, entrambe integrate nella propria tuta (chiamata RIG): una è la stasi, che è in grado di rallentare per un breve periodo oggetti in movimento o le stesse creature; la seconda è il modulo cinetico, che ha il potere di attrarre, lanciare o spostare oggetti a distanza.
Una delle maggiori peculiarità di Dead Space è la totale mancanza di un HUD, o interfaccia grafica. Infatti tutte le informazioni del gioco vengono presentate all'interno del contesto, sotto forma di ologrammi o simili. Ad esempio, la vita è rappresentata da alcune linee illuminate poste sul retro della tuta; le munizioni delle armi si possono vedere sopra l'arma stessa. Anche a causa di questa totale mancanza di HUD, aprendo l'inventario o la mappa il gioco non si ferma, ma continua, come se si osservasse in tempo reale.
Un altro aspetto caratteristico del gioco sono le ambientazioni a gravità zero, dove il sopra e il sotto si confondono: il nostro personaggio potrà camminare su pareti e soffitti e lanciarsi facendo dei tuffi.
Le ambientazioni sono molto simili a quelle di Alien: spazi stretti, squadrati e molto ripetitivi. Perdersi tra gli innumerevoli corridoi e condotti della nave è molto facile, ma un ologramma apposito indica la direzione da seguire, illuminando la strada verso l'obiettivo. Il gioco di luci intermittenti, la colonna sonora incalzante e le improvvise apparizioni di nemici contribuiscono a nutrire il livello di tensione trasmesso dal gioco.

## Ispirazione
Gli sviluppatori hanno tratto ispirazione da diversi giochi e film horror, con particolare attenzione ai film Punto di non ritorno, Alien, La cosa e videogiochi come Resident Evil e la serie Silent Hill. Anche il regista statunitense David Fincher è stato menzionato come fonte d'ispirazione..

## La Saga

### Prequel
Dead Space: Extraction è un prequel del gioco in stile sparatutto, sviluppato da EA Redwood Shores in collaborazione con Eurocom, usa il motore grafico Eurocom's EngineX
Il 25 settembre 2009 è uscita la versione europea in esclusiva temporale per Nintendo Wii, Il 27 gennaio 2011 anche per la PS3, il gioco è compatibile con PS3 Move.
È anche incluso nella Collector's Edition di Dead Space 2.

### Remake
Il 22 luglio 2021, durante la conferenza EA Play Live di Electronic Arts, è stato annunciato il remake del gioco, sviluppato da EA Motive su motore grafico Frostbite Engine.
Nel video teaser ritorna il messaggio ossessivo <<Cut off their limbs>> ("staccate loro braccia e gambe"). Il gioco è uscito su PS5, Xbox Series X/S e Microsoft Windows il 27 gennaio 2023.

#### Differenze rispetto alla versione originale
(Elenco parziale)
- La morte di Hammond avviene stavolta per colpa di Chen, il collega (diventato necromorfo) espulso in precedenza nella capsula di salvataggio poi raccolta dalla USM Valor. Hammond si sacrificherà uccidendo sé stesso e il suo aggressore lanciandosi contro il motore da utilizzare per riaccendere la navicella per fuggire dalla Hishimura.

### Sequel
Dead Space: Ignition, è un horror-action puzzle, vede come protagonista Gabe di Dead Space: Extraction, pubblicato il 13 ottobre 2013, sviluppato da Megatube, Visceral Games e Sumo Digital, è il prequel di Dead Space 2, quest'ultimo uscito il 28 gennaio 2011, riprende la storia tre anni dopo dall'incidente dell'Ishimura, ha un DLC chiamato Dead Space 2: Severed.
Il 7 febbraio 2013 è uscito il terzo capitolo della serie, Dead Space 3, pubblicato su PlayStation 3, Xbox 360 e PC, racconta le vicende di Isaac Clarke durante la sua ricerca per fermare i necromorfi, il relativo DLC che prosegue la trama si chiama Dead Space 3: Awakened.

## Altri media

### Film d'animazione
Dead Space - La forza oscura (2008) è un film d'animazione, nel quale sono narrati gli eventi precedenti a quelli del gioco.
Dead Space - Aftermath (2011) è un film d'animazione, nel quale sono narrati gli eventi dopo Dead Space e prima di Dead Space 2.

### Fumetti
Dead Space comics è una serie di fumetti in 6 episodi, diseganta da Ben Templesmith e scanaggiatura di Antony Johnston. Pubblicata da Image Comics in data 3 marzo 2008.

## Censura
A causa dei contenuti particolarmente crudi del gioco e dalla sua capacità di comunicare terrore, la censura di varie nazioni ha esaminato il gioco per deciderne commerciabilità. Gli sviluppatori avevano comunicato che probabilmente il gioco sarebbe stato vietato in Germania e Cina. In Giappone invece la censura classifica il gioco al massimo livello. Dopo alcuni test dell'organizzazione tedesca USK, l'uscita in Germania è stata il 6 novembre in versione "uncut" malgrado le pesanti regole di censura tedesche.

## Accoglienza
| Testata                 | Versione | Giudizio |
| ----------------------- | -------- | -------- |
| Metacritic (28/07/2021) | Xbox 360 | 89/100   |
| Metacritic (28/07/2021) | PS3      | 88/100   |
| Metacritic (28/07/2021) | PC       | 86/100   |
| Metacritic (28/07/2021) | mobile   | 88/100   |

Dead Space ha venduto oltre un milione di copie nel mondo, e diverse testate e siti web retrospettivi lo hanno classificato come uno dei più grandi videogiochi di tutti i tempi, delineando le sue innovazioni nel genere survival horror.

Sul sito aggregatore di recensioni Metacritic ha ricevuto un punteggio medio di 89/100 per la versione Xbox 360 basato su 79 recensioni, 88/100 per la versione PS3 basato su 67 recensioni, ed un 86/100 per la versione PC basato su 28 recensioni.

 In data 30 ottobre 2008 Console-Tribe recensì il gioco descrivendolo come: <<Una nuova pietra miliare del genere survival-horror>> dando come voto 94/100. La rivista Play Generation lo classificò come il miglior gioco d'avventura del 2008.
I critici hanno elogiato in particolare l'atmosfera, il gameplay e il design del suono, nonché per il doppiaggio e la mancanza di HUD; tuttavia sono state mosse alcune critiche verso la sceneggiatura, da alcuni ritenuta derivata o mal scritta, e la ripetitività dei livelli.
 Nella versione per PC non è inoltre possibile impostare controlli per i mancini, e le frecce direzionali non possono essere utilizzate per muovere il personaggio, al posto della combinazione di tasti WASD; per questo motivo tale versione ha ricevuto alcune critiche negative, così come per la mancanza di fluidità dei movimenti del personaggio.

## Curiosità
Nella versione statunitense del gioco, i titoli dei dodici capitoli sono:
| #  | Originale (EN)        | Localizzato (IT)        |
| -- | --------------------- | ----------------------- |
| 1  | New Arrivals          | Nuovi arrivi            |
| 2  | Intensive Care        | In terapia              |
| 3  | Course Correction     | Correzione di rotta     |
| 4  | Obliteration Imminent | Obliterazione imminente |
| 5  | Lethal Devotion       | Letali e devoti         |
| 6  | Environmental Hazard  | Epidemia ambientale     |
| 7  | Into the Void         | Espulsione di emergenza |
| 8  | Search and Rescue     | Mandate aiuto           |
| 9  | Dead on Arrival       | Oltre ogni speranza     |
| 10 | End of Days           | Rendici uno             |
| 11 | Alternate Solutions   | Tentare di tutto        |
| 12 | Dead Space            | Apocalisse              |

Estrapolando la prima lettera di ogni capitolo, si compone la frase: NICOLE IS DEAD, ovvero "Nicole è morta".
- Il titolo della serie prende il suo nome dal 12º capitolo.
- La tuta/armatura di Isaac Clarke è presente anche in Dante's Inferno come costume DLC.
- La ninnanna Twinkle, Twinkle, Little Star in una versione canora sinistra, è una feature audio ricorrente nel gioco, si può udire nel 6° e nel 10º capitolo, nel trailer omonimo e durante l'inattivita nella schermata iniziale.
- Il nome "Unica Mente" coincide, anche dal punto di vista del ruolo, con la creatura del videogioco strategico fantascientifico per PC StarCraft. Anche in esso l'Unica Mente è una creatura gigantesca in grado di controllare tutti gli zerg (razza aliena vagamente simile ai necromorfi), ma StarCraft risale a molto prima di Dead Space. Da notare, inoltre, come l'Unica Mente Zerg sia ispirata alla Mente Collettiva Tiranide della saga di Warhammer 40000, ispirati, a loro volta dagli alieni xenomorfi di Alien, film che ha parzialmente ispirato Dead Space.
- Ogni volta che si muore nel gioco, si può sentire per un paio di secondi il classico suono di un elettrocardiogramma piatto per l'arresto cardiaco emesso dai sensori vitali della tuta.
- All'inizio del secondo capitolo, c'è una donna vicino al cadavere di un uomo chiamato McCoy, lo stesso nome del medico di bordo dell'Enterprise della serie classica di Star Trek
- Si dice che i necromorfi furono ispirati da reali vittime di incidenti stradali, ma in realtà gli autori utilizzarono il cadavere di una capra come ispirazione.[senza fonte]
- Nel corso di un'intervista, il regista John Carpenter si è dichiarato interessato a dirigere un ipotetico adattamento cinematografico del videogioco[29].